# Jan Bijak

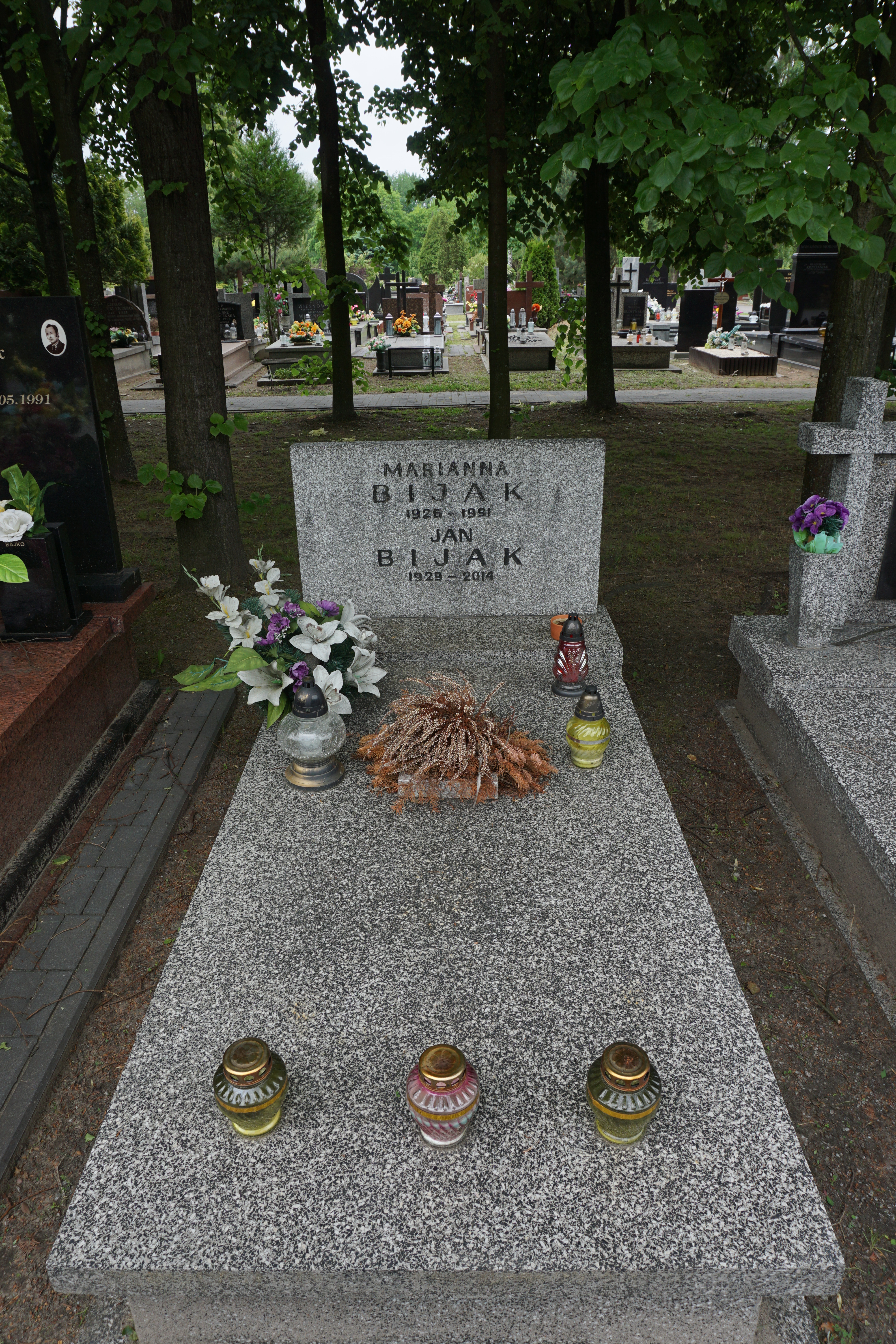
Grób Jana Bijaka na cmentarzu komunalnym Północnym

Jan Bijak (ur. 1 lipca 1929 w Łagiszy, zm. 4 stycznia 2014) − polski dziennikarz, trzeci, wieloletni redaktor naczelny tygodnika "Polityka" w latach 1982-1994.

## Życiorys
Po ukończeniu Szkoły Powszechnej w Łagiszy i Liceum Ogólnokształcącego im. M. Kopernika w Będzinie pracował w latach 1943-1945 jako robotnik w kopalni Grodziec, po czym wyjechał do Warszawy, gdzie podjął studia prawnicze na Uniwersytecie Warszawskim (ukończył je w 1952 roku). W latach 1949–1969 był członkiem redakcji, a następnie zastępcą redaktora naczelnego tygodnia "Nowa wieś". Członek Związku Młodzieży Polskiej oraz Związku Młodzieży Wiejskiej. Od 1954 należał do Polskiej Zjednoczonej Partii Robotniczej. Był członkiem egzekutywy i sekretarzem POP PZPR przy redakcji "Nowej Wsi". W 1965 ukończył studia w Wyższej Szkole Nauk Społecznych przy KC PZPR.
Od 1969 był dziennikarzem tygodnika "Polityka", w tym w latach 1970-1982 zastępcą redaktora naczelnego, a w latach 1982-1994 redaktorem naczelnym.
Wydał tom opowiadań "Kłopoty z sercem" (1954) oraz zbiory reportaży "Wesele w taki mróz" (1967), "Furą do Arkadii" (1973), "Piekłem nie postraszy" (1982). Publikował także w takich periodykach jak "Nowa Wieś", "Kontrasty", "Wieś Współczesna".
Według materiałów zgromadzonych w archiwum Instytutu Pamięci Narodowej był w latach 1957–1976 kontaktem służbowym  Służby Bezpieczeństwa o pseudonimie "JB".
Został pochowany na cmentarzu Północnym w Warszawie E-IX-1 3 17.

## Odznaczenia
- Krzyż Komandorski z Gwiazdą Orderu Odrodzenia Polski (1997, Dz. Ust. z 1997, nr 29, poz. 269)
- Krzyż Oficerski Orderu Odrodzenia Polski
- Krzyż Kawalerski Orderu Odrodzenia Polski
- Złoty Krzyż Zasługi
- Srebrny Krzyż Zasługi
- Złote odznaczenie im. Janka Krasickiego (1970)[7]
- Złota odznaka "Za zasługi dla dziennikarstwa" (1985)[8]